# Giandomenico Basso
Pour les articles homonymes, voir Basso.
 (13 mars 2021).

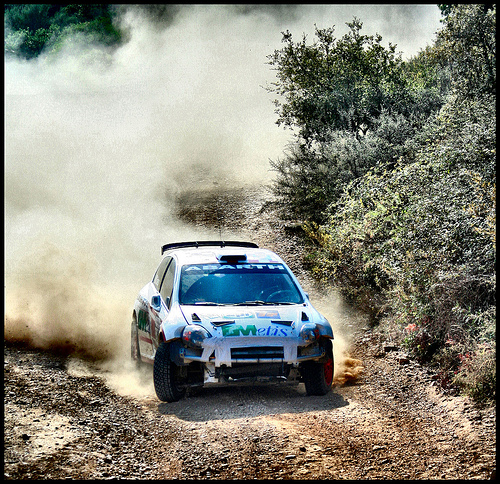
G. Basso au rallye de la Costa Smeralda en 2007.

Giandomenico Basso, né le 15 septembre 1973 à Montebelluna, est un pilote de rallye italien, courant pour l'écurie Fiat jusqu'en 2010, double champion d'Europe des rallyes et également champion IRC des rallyes.

## Biographie
Giandomenico Basso débute très précocement dans des courses de karting en 1981, puis passe dans des compétitions automobiles de rallyes nationaux en 1994.
Il participe à des épreuves du championnat WRC à 16 reprises, de 1998 (débutant au rallye Monte-Carlo) à 2006, date à laquelle il débute dans le tout nouveau championnat IRC, y participant jusqu'à 2012.
En 2011, il cesse de courir sur Fiat, et passe sur Proton Satria Neo S2000 au sein du team américain « Proton Motorsport », après avoir testé la Peugeot 207 S2000 en début de saison au seul rallye Monte-Carlo.
Ses apparitions en ERC s'étalent de 2003 à 2007.
Son principal copilote, Flavio Guglielmini, est mort lors du rallye européen de Bulgarie en juillet 2009. Mitia Dotta l'a remplacé.

## Palmarès (au 30/11/2013)

### Titres
| Année | Titre                                                                                    | Voiture                        |
| ----- | ---------------------------------------------------------------------------------------- | ------------------------------ |
| 2001  | Coupe d'Italie des conducteurs de véhicules 2WD                                          | Fiat Punto S1600               |
| 2001  | 2e du Trophée Fiat Punto italien                                                         | Fiat Punto S1600               |
| 2001  | 5e du championnat du monde des rallyes juniors                                           | Fiat Punto S1600               |
| 2002  | 4e du championnat du monde des rallyes juniors                                           | Fiat Punto S1600               |
| 2003  | Trophée Fiat Punto italien                                                               | Fiat Punto S1600               |
| 2003  | Vice-champion d'Italie des rallyes                                                       | Fiat Punto S1600               |
| 2004  | Challenge Gravel (inclus dans la Coupe d'Italie des conducteurs de véhicules Super 1600) | Fiat Punto S1600               |
| 2004  | 2e de la Coupe d'Italie des conducteurs de véhicules Super 1600                          | Fiat Punto S1600               |
| 2005  | Vice-champion d'Europe des rallyes                                                       | Fiat Grande Punto Abarth S2000 |
| 2006  | Champion d'Europe des rallyes                                                            | Fiat Grande Punto Abarth S2000 |
| 2006  | Intercontinental Rally Challenge (1re édition IRC)                                       | Fiat Grande Punto Abarth S2000 |
| 2007  | Champion d'Italie des rallyes                                                            | Fiat Grande Punto Abarth S2000 |
| 2008  | 3e de l'IRC                                                                              | Fiat Grande Punto Abarth S2000 |
| 2009  | Champion d'Europe des rallyes                                                            | Fiat Grande Punto Abarth S2000 |
| 2012  | Vice-champion d'Europe de zone sud des rallyes                                           | Ford Fiesta RRC                |
| 2013  | 2e de l'European Rally Cup                                                               | Peugeot 207 S2000              |

### Victoires
- 8 victoires en championnat IRC:
  - Rallye Vinho da Madeira: 2006[1], 2007[2] et 2009[3]
  - Rallye Ypres Westhoek de Belgique: 2006
  - Rallye Principe de Asturias: 2008
  - Rallye Sanremo: 2008 et 2012 (2e en 2007)
  - Rallye San Marino: 2012
- 27 victoires en championnat d'Europe (avec Dario Cerrato et Robert Droogmans, mais derrière Patrick Snijers à 44):
  - Rally del Ciocco e Valle del Serchio: 2003
  - Rallye des Mille Miglia: 2004, 2007, 2009, 2010 et 2012
  - Rallye San Martino di Castrozza: 2004
  - Rallye delle Alpi Orientali: 2004
  - Rally dell'Adriatico: 2004
  - Rallye de Bulgarie: 2005, 2006 et 2009
  - Rallye EKO (d'Egio, Grèce): 2005
  - Rallye Vinho da Madeira: 2006, 2007, 2008, 2009, et 2013
  - Rallye Fiat (Turquie): 2006
  - Rallye Ypres Westhoek de Belgique: 2006, et 2009 (9e au général)
  - Rallye Internazionale San Martino di Castrozza: 2007
  - Rally del Friuli e delle Alpi Orientali: 2007
  - Rallye Elpa (Grèce): 2009 (2e au général)
  - Rallye d'Antibes: 2009
  - Rallye du Valais: 2009 (2e au général)
  - Rallye Sanremo: 2013
- 4 victoires en Coupe d'Europe FIA de zone sud:
  - Rallye Principe de Asturias: 2008
  - Rallye Sanremo: 2008 et 2012
  - Rallye de San Marino: 2012
- 14 victoires en championnat d'Italie des rallyes:
  - Rallye del Friuli e delle Alpi Orientali: 2001
  - Rallye del Ciocco e Valle del Serchio: 2003 et 2013
  - Rallye 1000 Miglia: 2004
  - Rallye Inernazionale San Martino di Castrozza: 2004
  - Rally delle Alpi Orientali: 2004

dont 3 victoires en championnat d'Italie des rallyes édition 2007 (année du titre), sur 6 épreuves (et deux 2e places):
- - Rallye 1000 Miglia (2007)
  - Rallye Internazionale San Martino di Castrozza (2007)
  - Rallye del Friuli e delle Alpi Orientali (2007)
  - Rallye Sanremo: 2008 et 2012
  - Rallye 1000 Miglia: 2009, 2010 et 2012
- 1 victoires en championnat de Belgique des rallyes (Ypres 2006)